# 周秉建
周秉建（1952年10月—），祖籍浙江绍兴，生于北京，中华人民共和国官员，周恩来的侄女。

## 生平
1952年10月，周秉建生于北京。她和小哥哥周秉和的名字都是周恩来、邓颖超夫妇所起。
文化大革命爆发后，周秉建的父亲（周恩来的小弟）周恩寿于1968年被逮捕。此后，1968年，周秉建报名赴内蒙古自治区锡林郭勒盟阿巴嘎旗伊和高勒公社新宝力格大队插队，此后在插队期间还学会了蒙古语。在当地，她见到了内人党事件对基层蒙古族牧民的严重影响，认为这不符合毛泽东提出的“团结95%以上的干部”和“团结95%以上的群众”的思想，便写信给周恩来，汇报了当地的严重局面，并写出了自己的困惑。周恩来对信中透露的情况极为关注。周秉建对此回忆称，“伯父就从信中知道内蒙的‘挖肃’问题已经牵涉到了最基层的牧民身上，也意识到有人在向他封锁消息。”拉苏荣回忆称，“后来听说，周总理接见当时内蒙古的领导人时讲，你们搞‘内人党’扩大化，已经挖到羊群里了，我是从北京一个女知青的信里面了解的这个情况。你们向我封锁消息。”这个北京女知青，就是周秉建。多年后，邓颖超提起此事时对周秉建说：“当时你伯伯就是最先从你的信中得知此情况的。可按他的处境，也只能起到一点遏制作用。”但周秉建本人并没有意识到自己给周恩来的信的影响，她回忆称，“1970年我回北京探亲，邓妈妈还说起过这件事，但我当时并没在意。”
1970年12月，周秉建在牧区插队两年半之后，应征入伍。但周恩来要求她主动向部队提出回到内蒙古，周恩来还亲自找到北京军区的负责人，要求必须把周秉建退回内蒙古。1971年4月初，周秉建重返内蒙古的要求获得部队批准。
回到内蒙古后，周秉建到西乌珠穆沁旗吉林高勒公社阿拉坦图大队劳动，参加了中国共产党，后来还被选为大队党支部副书记，曾任阿拉坦图大队团支部书记，吉林高勒公社党委委员，内蒙古自治区团委委员、常委。1975年9月至1978年7月，由牧民推荐入内蒙古大学蒙古语系，成为工农兵学员。其间，历任第五届内蒙古自治区人大代表，中国共青团第十次全国代表大会代表、中央委员。毕业之后又回到牧区工作。
1977年，周秉建、拉苏荣一同成为访问朝鲜友好代表团的成员，并由此相识。1979年，周秉建和拉苏荣结婚。后来，周秉建在1978年8月至1994年3月，历任内蒙古自治区西乌珠穆沁旗团委副书记、内蒙古社会科学院蒙古文学所副所长、内蒙古自治区人大常委会民族委员会委员、副主任，并挂职担任锡林浩特市副市长。
1994年，周秉建和拉苏荣一同来到北京，拉苏荣调入中央民族歌舞团担任男高音独唱演员。周秉建则从1994年3月开始，历任财政部财政监督司财政监察专员、财政部干部教育中心副主任、财政部离退休干部局巡视员，还历任第十一、十二届全国政协委员。2018年1月，当选第十三届全国政协委员。